# Леонардо Спінаццола
Леонардо Спінаццола (італ. Leonardo Spinazzola, нар. 25 березня 1993, Фоліньйо) — італійський футболіст, захисник та півзахисник «Наполі» і національної збірної Італії.

## Клубна кар'єра
Народився 25 березня 1993 року в місті Фоліньйо. Починав займатися футболом у місцевій команді «Віртус Фоліньйо», а 2007 року перейшов до академії «Сієни». У 2017 році гравця запросили до клубної структури «Ювентуса».
У дорослому футболі дебютував 2012 року в друголіговому «Емполі», куди був відданий в оренду для набуття досвіду. Загалом протягом перших шести років своєї кар'єри встиг пограти на умовах оренди з «Ювентуса» за цілу низку італійських команд, здебільшого друголігових — «Віртус Ланчано», «Сієну», «Віченцу» та «Перуджу».
Перший досвід виступів у Серії A здобув у сезоні 2014/15, першу половину якого він провів в оренді в «Аталанті». До цієї ж команди його було віддано в оренду влітку 2016 року. Цього разу Спінаццолі виборов собі стабільне місце у її основному складі.
Повернувшись із чергової оренди влітку 2018 року до «Ювентуса», гравець, який вже мав не лише досвід стабільних виступів в елітному італійському дивізіоні але й досвід виступів за національну збірну Італії, був внесений до заявки «старої синьйори» на сезон 2018/19, значну частину якого був змушений пропустити, відновлюючись від травми.
Влітку 2018 року перейшов до столичної «Роми» в рамках угоди, що передбачала перехід Луки Пеллегріні у зворотньому напрямку і за якою трансферна вартість Спінаццоли була визначена у майже 30 мільйонів євро. 2022 року Спінаццола допоміг команді виграти дебютний розіграш Ліги конференцій, зігравши в тому числі і у фінальному матчі проти «Феєнорда» (1:0).
10 липня 2024 року на правах вільного агента перейшов до «Наполі».

## Виступи за збірні
2011 року провів одну гру за юнацьку збірну Італії (U-19), наступного року відіграв в одному матчі за збірну U-20.
Навесні 2017 року дебютував в офіційних матчах у складі національної збірної Італії. Протягом 2017 року досить регулярно виходив на поле за національну команду. Після тривалої перерви, пов'язаної із травмою, з початку 2019 року знову повернувся до «обойми» головної команди Італії.
У червні 2021 року Леонардо був запрошений головним тренером збірної Італії для участі в чемпіонаті Європи 2020 року. Включений до стартового складу матчу-відкриття турніру проти збірної Туреччини (3:0), за підсумками якого був визнаний найкращим гравцем матчу. 26 червня 2021 року в матчі 1/8 фіналу зі збірною Австрії (2:1) Спінаццола вдруге був визнаний найкращим гравцем матчу. 2 липня 2021 року в переможному матчі 1/4 фіналу проти збірної Бельгії (2:1) Леонардо на 79-й хвилині отримав розрив ахіллового сухожилля, через що був змушений покинути поле на ношах. 5 липня футболісту була зроблена операція. Незважаючи на відсутність Спінаццоли, збірна Італії змогла пройти збірну Іспанії у півфіналі турніру і обіграти господарку поля збірну Англії у фіналі, вигравши трофей, а Спінаццола був включений до символічної збірної турніру.
| Дата       | Місто         | Господарі  | Результат  | Гості             | Турнір                                         | Голи | Примітки |
| ---------- | ------------- | ---------- | ---------- | ----------------- | ---------------------------------------------- | ---- | -------- |
| 28-3-2017  | Амстердам     | Нідерланди | 1 – 2      | Італія            | товариський матч                               | -    | 62'      |
| 7-6-2017   | Ніцца         | Італія     | 3 – 0      | Уругвай           | товариський матч                               | -    |          |
| 11-6-2017  | Удіне         | Італія     | 5 – 0      | Ліхтенштейн       | Відбір до ЧС 2018                              | -    |          |
| 2-9-2017   | Мадрид        | Іспанія    | 3 – 0      | Італія            | Відбір до ЧС 2018                              | -    |          |
| 9-10-2017  | Шкодер        | Албанія    | 0 – 1      | Італія            | Відбір до ЧС 2018                              | -    |          |
| 23-3-2019  | Удіне         | Італія     | 2 – 0      | Фінляндія         | Відбір до ЧЄ 2020                              | -    | 90+1'    |
| 26-3-2019  | Парма         | Італія     | 6 – 0      | Ліхтенштейн       | Відбір до ЧЄ 2020                              | -    |          |
| 12-10-2019 | Рим           | Італія     | 2 – 0      | Греція            | Відбір до ЧЄ 2020                              | -    |          |
| 7-9-2020   | Амстердам     | Нідерланди | 0 – 1      | Італія            | Ліга націй УЄФА 2020—2021 - 1-й етап           | -    |          |
| 14-10-2020 | Мілан         | Італія     | 1 – 1      | Нідерланди        | Ліга націй УЄФА 2020—2021 - 1-й етап           | -    |          |
| 25-3-2021  | Парма         | Італія     | 2 – 0      | Північна Ірландія | Відбір до ЧС 2022                              | -    | 75'      |
| 28-3-2021  | Софія         | Болгарія   | 0 – 2      | Італія            | Відбір до ЧС 2022                              | -    |          |
| 31-3-2021  | Вільнюс       | Литва      | 0 – 2      | Італія            | Відбір до ЧС 2022                              | -    | 56'      |
| 4-6-2021   | Болонья       | Італія     | 4 – 0      | Чехія             | товариський матч                               | -    | 63'      |
| 11-6-2021  | Рим           | Туреччина  | 0 – 3      | Італія            | ЧЄ 2020 - груповий етап                        | -    |          |
| 16-6-2021  | Рим           | Італія     | 3 – 0      | Швейцарія         | ЧЄ 2020 - груповий етап                        | -    |          |
| 26-6-2021  | Лондон        | Італія     | 2 – 1 д.ч. | Австрія           | ЧЄ 2020 - 1/8 фіналу                           | -    |          |
| 2-7-2021   | Мюнхен        | Бельгія    | 1 – 2      | Італія            | ЧЄ 2020 - чвертьфінал                          | -    | 79'      |
| 1-6-2022   | Лондон        | Італія     | 0 – 3      | Аргентина         | товариський матч                               | -    | 62'      |
| 7-6-2022   | Чезена        | Італія     | 2 – 1      | Угорщина          | Ліга націй УЄФА 2022—2023 - 1-й етап           | -    | 75'      |
| 14-6-2022  | Менхенгладбах | Німеччина  | 5 – 2      | Італія            | Ліга націй УЄФА 2022—2023 - 1-й етап           | -    | 65'      |
| 23-3-2023  | Неаполь       | Італія     | 1 – 2      | Англія            | Відбір до ЧЄ 2024                              | -    |          |
| 15-6-2023  | Енсхеде       | Іспанія    | 2 – 1      | Італія            | Ліга націй УЄФА 2022—2023 - півфінал           | -    | 46'      |
| 18-6-2023  | Енсхеде       | Нідерланди | 2 – 3      | Італія            | Ліга націй УЄФА 2022—2023 - матч за 3-тє місце | -    | 74'      |
| Усього     |               | Матчів     | 24         |                   | Голів                                          | 0    |          |

## Титули і досягнення

### Командні
- Володар Суперкубка Італії з футболу (1):

«Ювентус»: 2018
- Чемпіон Італії (2):

«Ювентус»: 2018–2019
«Наполі»: 2024–2025
- Переможець Ліги конференцій УЄФА (1):

«Рома»: 2021–2022
- Чемпіон Європи (1):

Італія: 2020